# Ein Mann am Zug
Ein Mann am Zug ist eine Familienserie, die von 1992 bis 1993 vom ZDF produziert und ausgestrahlt wurde. Die 50-minütigen Episoden liefen donnerstags um 19.25 Uhr.

## Handlung
Hauptfigur der Serie ist Viktor Reimann, ein Eisenbahner mit Leib und Seele, der erst als stellvertretender Leiter, dann als Leiter des Hamburger Hauptbahnhofs arbeitet. Während er den Vorgesetzten mitunter zu eigenwillig ist, ist er bei den Bahnern sehr beliebt, da er ihre Probleme gut nachvollziehen kann. Aber seine Ehe mit der Buchhändlerin Margot leidet unter dem Beruf, da seine Frau die Arbeitssucht ihres Mannes kaum mehr aushalten kann. Und so ist Viktor öfter am Imbissstand von Ruth Gehrke als zu Hause, um sich dort über seinen täglichen Ärger auszusprechen.
Denn am Hamburger Bahnhof ist immer etwas los: Ein ehemaliger Lokführer kann die Erfahrung mit einem Selbstmörder nicht verarbeiten, statt der Modekollektion einer Designerin steht auf einmal ein Karton mit Plastikgussteilen auf dem Bahnsteig, Viktor gelingt es, einen Drogenabhängigen vor dem Tod zu bewahren, oder ein Rentnerehepaar versucht mit billigen Tricks, bis München schwarzzufahren.

## Veröffentlichung
Nach der Ausstrahlung des 90-minütigen Pilotfilms am 20. September 1993 wurden die übrigen 15 Folgen vom 23. September 1993 bis 30. Dezember 1993 im ZDF wöchentlich ausgestrahlt. Von Mai bis Oktober 1996 wurde die Serie wiederholt.
Am 10. Mai 2019 erschien Ein Mann am Zug – Volume 1 mit dem Pilotfilm und den ersten sieben Episoden bei Pidax Film. Am 26. Juli 2019 ist Ein Mann am Zug – Volume 2 mit den restlichen Episoden veröffentlicht worden.